# Free party
I free party, comunemente chiamati anche rave party o semplicemente rave, sono manifestazioni musicali autogestite nate alla fine degli anni ottanta, dall'accesso completamente libero e gratuito per chiunque. Caratterizzate dal ritmo incalzante della musica, principalmente tekno, techno, goa, acid house, jungle, drum and bass o psy-trance, e dagli stravaganti ambienti allestiti, performance di artisti, giocolieri e giochi di luce, si tengono solitamente in spazi isolati, per esempio all'interno di aree industriali abbandonate o in grandi spazi aperti, come campi, cave, boschi e foreste, con durata variabile da una notte fino a più di una settimana. In Italia questo tipo di feste si diffonde a partire dal 1993.
L’esperienza di queste manifestazioni risponde all’esigenza di affermare una zona diversa dalle dinamiche imposte dalle istanze economiche, amministrative e istituzionali che regolano la quotidianità dello spazio pubblico e di chi lo attraversa.

## Etimologia
La parola rave deriva dal verbo inglese to rave, che significa "parlare con entusiasmo" ma anche "parlare con eccitazione e in maniera non controllata". La parola rave deriva dalla parola inglese raven, ossia il corvo imperiale o corvus corax, in grado di parlare in maniera incontrollata e con entusiasmo; da questo fatto è nato il verbo inglese to rave. Si tratta di una parola che ha perso la lettera n finale e che viene associata all'atto di parlare proprio per la presenza di corvi imperiali sulle isole anglosassoni. 

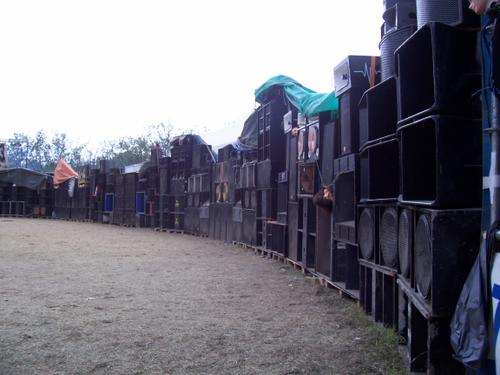
Tipico allineamento dei diffusori acustici a "muro" (Pinerolo, 2007)

A tal proposito si ricordano i corvi della Torre di Londra, importanti per la corona inglese e venerati per motivi dimenticati, quali i festeggiamenti invernali successivi al Natale e precedenti al periodo di Quaresima, rispettivamente chiamati "feste dei folli" e carnevale. Durante questi periodi danze e recite satiriche si svolgevano anche per più giorni, avevano le loro origini nei Saturnali e in feste pagane, e durante i periodi di epidemie come la peste si trasformarono in feste dove l'ordine da scacciare con il caos della festa era rappresentato da una maschera che ricordava un corvo, cioè la maschera dei medici per gli appestati chiamata talvolta dal popolo "corvo". Intorno a questa maschera si svolgevano danze per esorcizzare e allontanare il male e la peste, legate anche alla rinascita della vita dopo la morte. Dalle associazioni di queste feste deliranti e insane, dove c'era la maschera del "corvo", detto appunto raven in inglese, è nata la parola rever e poi rave. Infatti, rave significa "farneticare" come fanno i corvi.
Il primo uso della parola raver fu utilizzato dai giornali inglesi per attaccare i fan del jazz, ritenuti troppo animosi, in occasione del festival di Beaulieu del 1961.

## Storia
Il ritmo prodotto dal suono di percussioni è alla base delle più antiche forme di ballo e di rituali, presenti sin dalle culture più primitive e giunte sino ad oggi.
Le feste che ricordano quelle invernali dei folli o di carnevale, con i corvi che parlano farneticando (concetto interno al verbo inglese to rave), avvenivano negli antichi rituali carnevaleschi dimenticati e modificati nel corso dei secoli.
Nella sua connotazione più politicizzata questo fenomeno venne a creare una zona libera dai grossi flussi economici e dai tempi della società civile, in cui la musica può andare avanti per interi giorni, ottenuta mediante la pratica dell’occupazione e regolata attraverso la possibilità di accedervi liberamente. L'organizzazione di questi eventi non riconosce, e spesso contesta, la legalità come limite applicabile alla propria possibilità di articolazione e le forme di socialità offerte e comunemente imposte.

### Sviluppo della musica elettronica
Le componenti fondamentali che hanno dato origine ai free party sono la nascita della musica elettronica e il conseguente sviluppo di strumenti musicali e attrezzature per la diffusione acustica agevoli a molti.
La musica techno è segnata fin dalla sua nascita dalla marginalità rispetto alla società: essa si sviluppa fra le minoranze, nei club americani frequentati per lo più da giovani "alternativi". A Chicago, nei primi anni 80, nasce il Warehouse (magazzino) uno dei circoli più all'avanguardia per quanto riguarda le nuove sperimentazioni musicali elettroniche. Si cominciarono a sperimentare evoluzioni techno della vecchia musica soul e funk, alzando il livello dei bassi e aumentando i bpm.
Alcuni proto-rave trovano vita nelle fabbriche abbandonate delle metropoli statunitensi, più precisamente nelle fabbriche di Detroit, per poi trovare rapidamente la loro identità definitiva in Europa e soprattutto in Gran Bretagna, dove l'influsso della cultura psichedelica degli anni Settanta, ibridandosi col punk degli anni Ottanta, fa nascere un nuovo genere ancora, l'acid-house, che segnerà l'inizio dell'associazione tra i rave e il consumo di sostanze psichedeliche ed entactogene e soprattutto la nascita del rave illegale, che trova radici anche nell'idea giamaicana del soundsystem come dispositivo per riappropriarsi dello spazio pubblico.

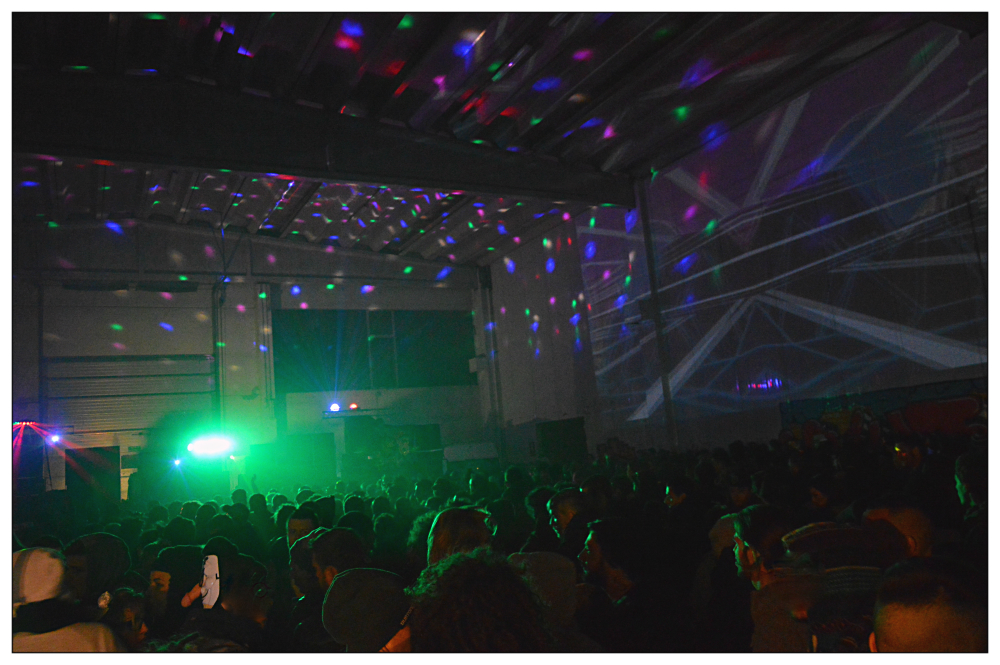
Proiezioni e giochi di luce sul muro di un capannone dismesso durante un rave party (2016)

### Origini
Una delle influenze più marcate della scena dei rave è stata la controcultura hippy che ha dato vita al movimento dei traveller, come nomadi che organizzavano grandi fiere gratuite, luogo di incontro per tutti i movimenti di controcultura, dai punk, alle Crew che organizzavano feste acid house illegali fino agli amanti del rock psichedelico. Esempio furono i fan dei Grateful Dead (rinominati Deadhead negli anni '60), i quali cercavano di seguire il più possibile i concerti del gruppo, visto che ogni esibizione diveniva una vera e propria improvvisazione, dove l'utilizzo di sostanze enteogene (in quegli anni specialmente LSD) era usuale, e la sequenza dei brani e le improvvisazioni corali cambiavano, naturalmente, di sera in sera: questo permetteva quasi ai partecipanti di prendere parte essi stessi alle esibizioni, diventando parte attiva e integrante del concerto.
Questi eventi risalgono alla fine degli anni settanta in un momento in cui, negli Stati Uniti come in Europa, si formano controculture tese a denunciare problemi politici nei confronti di un sistema che impone divieti, repressione, leggi e controlli, evidenziando difficoltà economiche e disagi sociali senza però rinunciare a un'idea di aggregazione.
In questi anni la Gran Bretagna cominciò ad ospitare grandi eventi sull'onda della summer of love, organizzata per la prima volta a San Francisco nel 1967, così, nel giro di pochi anni, giovani e appassionati di musica elettronica si orientavano sempre di più sui festival gratuiti, nei quali la techno si stava gradualmente integrando, per poi sostituirsi, al rock.
Nel 1972 si organizzò il primo festival gratuito nel parco di Windsor, che divenne un atto simbolico di opposizione in una terra riservata da secoli alla caccia della famiglia reale. Nel 1974 il festival di Windsor terminò a seguito di una dura repressione da parte della polizia e iniziò a prendere vita il primo festival di Stonehenge, celebrazione dove arte e musica di diverse appartenenze culturali venivano liberamente condivise. Queste manifestazioni diventarono presto un luogo di incontro tra le varie sottoculture e di attrito nei confronti della "politica repressiva".

Negli anni settanta si assistette alla nascita di un progetto definito “rurale”, dove ogni tipo di iniziativa doveva avere letteralmente luogo in un campo, e si costituì il "Peace convoy", un gruppo di stampo pacifista ed ecologico che viaggiava su una carovana di furgoni, camion e roullotte, che si spostava da un evento all'altro per le campagne britanniche.

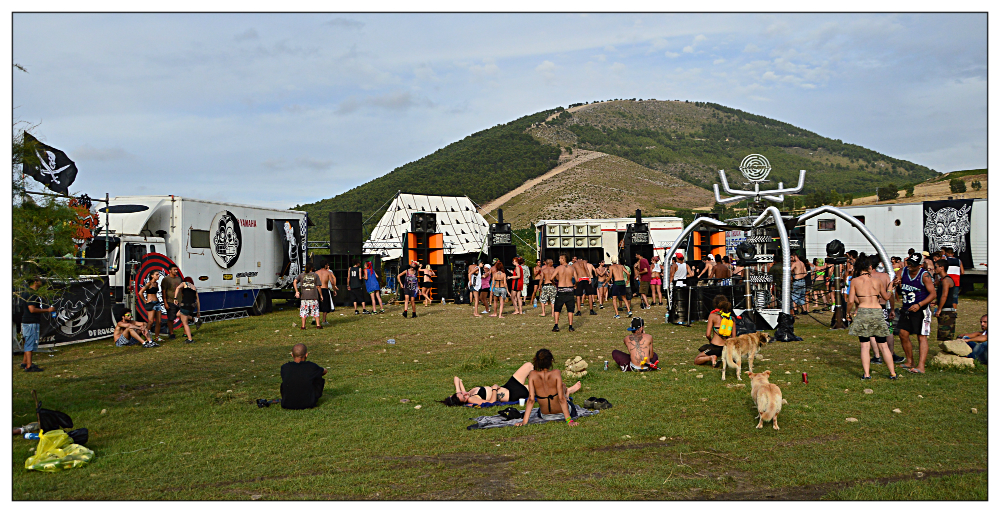
Rave party svoltosi nelle campagne Siciliane (2015)

### Dopo Beanfield
Il 1º giugno 1985 in Inghilterra, le autorità del Wiltshire impedirono al Peace Convoy di organizzare lo Stonehenge Free Festival nel Wiltshire. La polizia stava eseguendo un'ingiunzione della Corte Suprema che vietava lo svolgimento dell'evento. All'operazione hanno preso parte circa 1.300 agenti di polizia contro circa 600 fra partecipanti ed "organizzatori".
Il 21 giugno 1991 in una valle nei pressi di Leckford (Hampshire), per la prima volta, alcuni sound system muniti di un generatore e poche casse fanno la loro chiassosa comparsa fra strutture bizzarramente decorate, carri e furgoni colorati di circa quattromila tra punkabbestia, travellers, nomadi, e hippy che, dal 1985, trovarono un luogo diverso, a circa 20 km da Stonehenge, per festeggiare in musica e condivisione il Solstizio d’estate.

### Anni '90
Cominciavano così a nascere sound system a gestione collettiva, che organizzavano party a ingresso libero in campi d'aviazione abbandonati o in cima alle colline, radunando una folla mista di amanti del genere. I sound system provengono dalla cultura giamaicana dei soundclash, luoghi dove si svolgevano "battaglie" di musica reggae tra muri di casse, molto spesso autocostruite.
Molti giovani delle classi meno agiate reagirono all'abbassamento del tenore di vita occupando immobili dismessi nelle periferie delle grandi città; questo fenomeno dà origine ai cosiddetti "squat" all'interno dei quali presero vita i primi centri sociali.
Nel 1992 in Inghilterra, Spiral Tribe, Bedlam, Circus Warp, e DiY Sound System (fra le principali "crew" dei tempi), organizzarono il Castlemorton Common Festival, evento gratuito dalla durata di 6 giorni che radunò sul posto più di 20.000 persone. Alla fine di questo festival tredici ragazzi fra gli organizzatori furono arrestati immediatamente, processati e condannati dal Criminal Justice Act: si trattava di una serie di disposizioni legislative, varate dal governo inglese, che imponevano il divieto di riunirsi senza autorizzazione all'interno di uno spazio pubblico, permettendo alla polizia di fermare chiunque fosse sospettato di riunirsi allo scopo di ascoltare “musica amplificata a base di ritmi ripetitivi”.

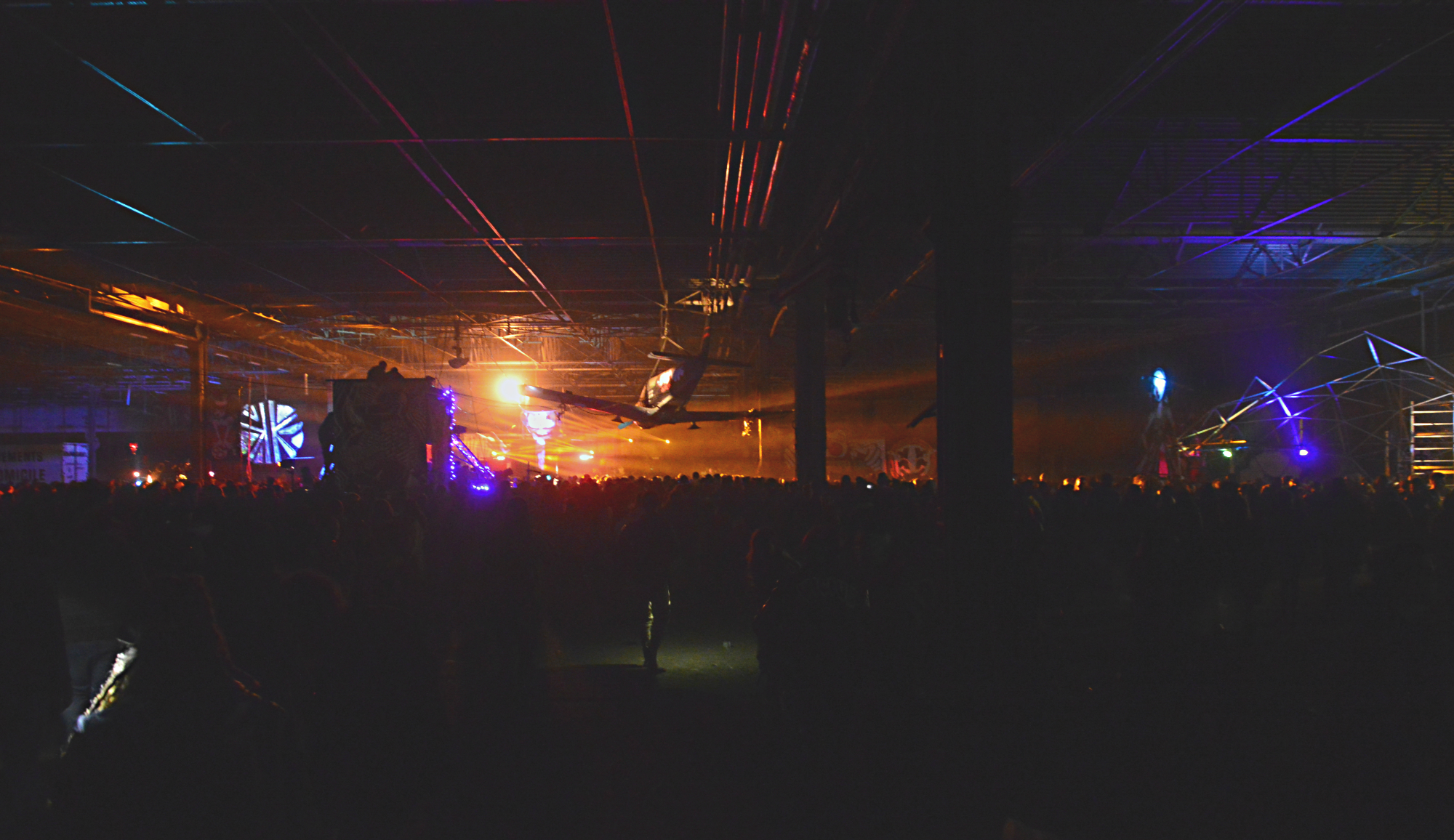
Grande rave in un capannone nell'ottobre 2018

A causa dello sviluppo sempre maggiore di locali notturni, discoteche e music club, l'uso del termine "rave" aveva perso gran parte delle sue connotazioni ideologiche originali, e veniva usato sempre più frequentemente per descrivere grandi eventi commerciali. La denominazione alternativa "free party" cominciò a essere usata in Francia a metà degli anni novanta per recuperare il significato di denuncia sociale dei "rave" originali. 
Il termine "free" ("libero" o "gratuito") non si riferisce solamente all'accesso gratuito a queste manifestazioni, ma anche al fatto che gli artisti (DJ, musicisti, giocolieri, scultori) si esibiscono senza compenso, per diffondere e condividere il proprio talento, nonché all'idea di liberazione dalle regole, dalla routine, dai divieti e dalle convenzioni socialmente imposte.

### Reclaim the streets
Nacque il concetto di festa libera che si politicizzò in “freedom for the right to party”, diventato slogan di resistenza alla legislazione conservatrice messa in atto dalla politica; Nel 1996, in risposta al Criminal Justice Act, si sviluppa un'azione di protesta a livello globale racchiusa nello slogan "Reclaim the streets", che consiste nell'occupazione di spazi metropolitani, azioni di disturbo del traffico urbano attuate in bicicletta (massa critica) e nell'organizzazione di street party, una nuova forma di corteo danzante caratterizzato dalla presenza di migliaia di persone che ballano seguendo i carri sui quali sono montati i sound system. Da queste parate musicali improvvisate discendono le attuali manifestazioni realizzate in tutta Europa, note sotto il nome di Street Rave Parade.
A Londra, lo slogan Reclaim the streets si avvale di diversi connotati sociali, politici ed economici; esso infatti abbraccia la protesta ecologista contro la speculazione stradale, la stigmatizzazione dell'auto come simbolo del vivere urbano, la reazione alla repressione poliziesca nei confronti dei rave. Famose ancora oggi sono la Street Parade di Zurigo e la LoveParade di Berlino.

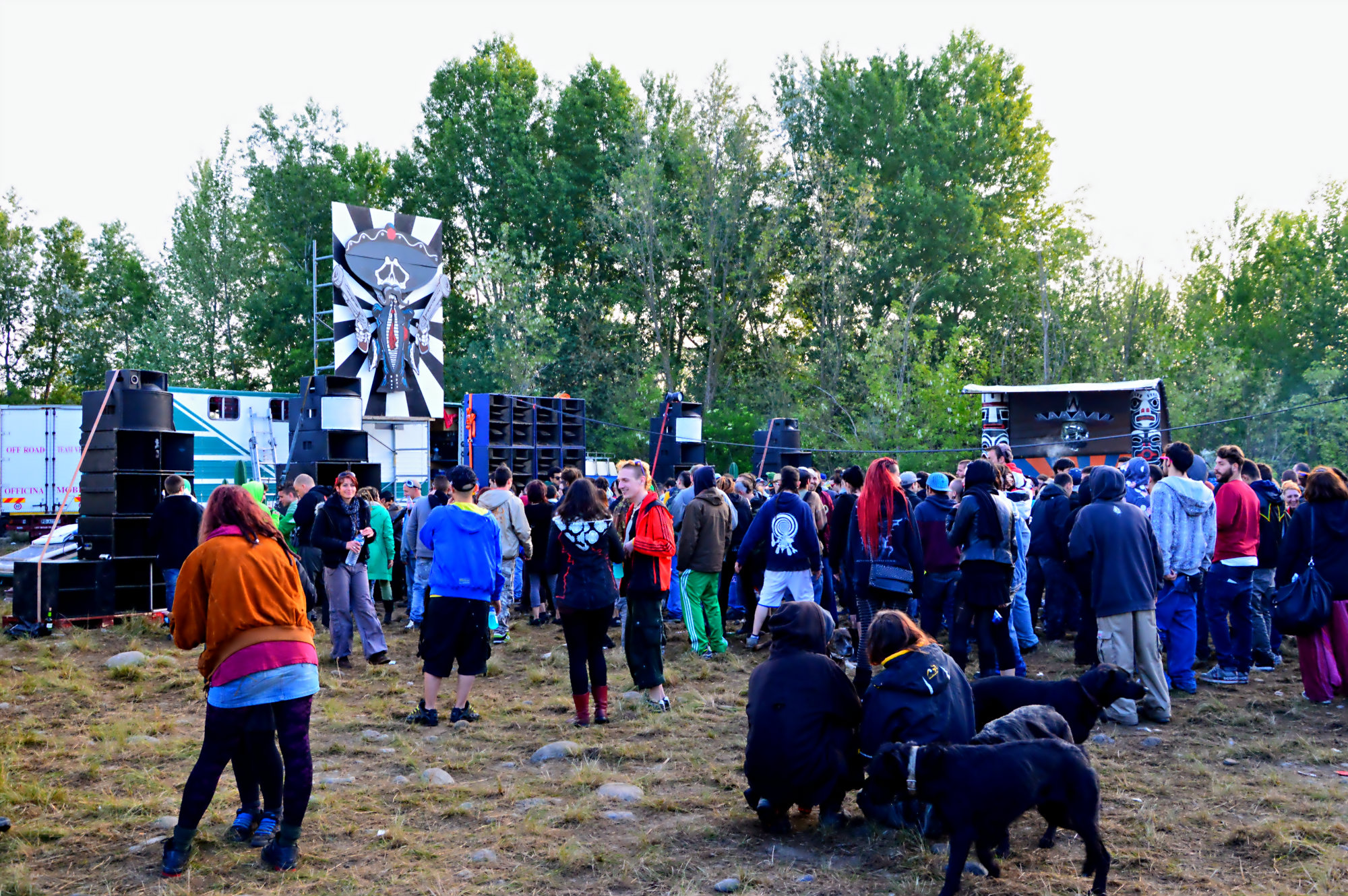
Partecipanti ad un rave che ballano di fronte ad un muro di casse (2014)

### I primi anni in Italia
Verso la fine degli anni ottanta la musica elettronica cominciò a prendere piede in alcune discoteche Italiane; nel giugno del 1990 venne organizzata nella discoteca "Doing", nei pressi di Aprilia, “The Rose Rave”, evento con migliaia di giovani che pochi giorni dopo costò la chiusura del locale da parte delle autorità. A settembre dello stesso anno, nel Mugello, fu la volta del "World Beat Dance Festival", grande raduno dedicato alla nascente musica House/Elettronica che radunò circa 4000 giovani da tutta Italia; in quella occasione un ragazzo di 19 anni perse la vita a causa di una coltellata durante una rissa. Questo precedente stabilì per molti, organizzatori e partecipanti, la necessità di escludere dalla scena musicale elettronica persone e ideologie politiche legate alla violenza e alla differenziazione sociale, volendo improntare questi eventi alla socializzazione, alla solidarietà, alla tolleranza e al divertimento.
Si cominciarono quindi ad organizzare feste completamente illegali, distanti dalla scena pubblica, in capannoni e fabbriche abbandonate nelle periferie di Roma e Bologna, considerate come atto sovversivo e azione diretta di riappropriazione di luoghi una volta appartenuti al lavoro operaio, allo sfruttamento, e che invece con l'allestimento del "Rave" volevano diventare spazi di libertà, danza, uguaglianza e orizzontalità, dove poter rivendicare la piena libertà individuale.

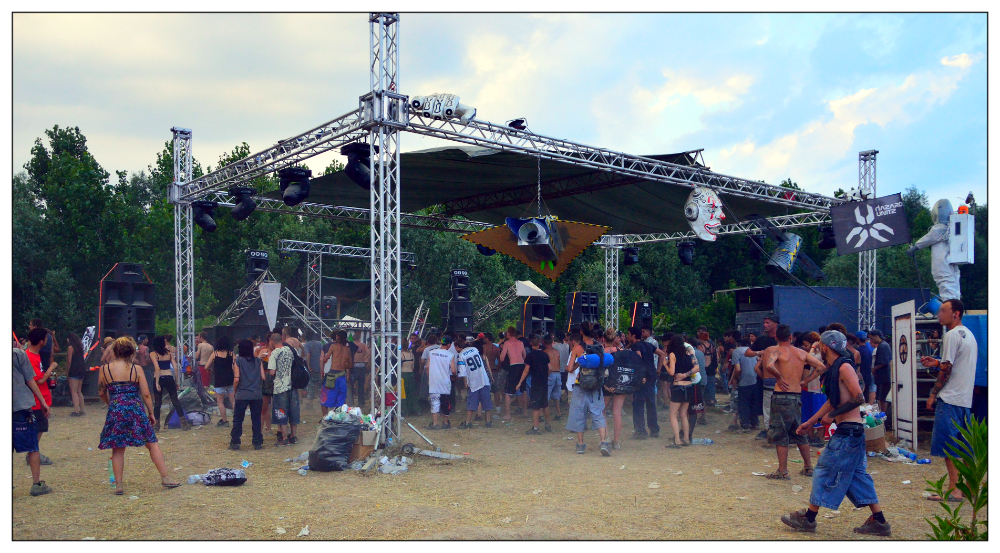
Installazioni artistiche e decorazioni ad un rave party lungo il Po (2016)

Verso la metà degli anni novanta Roma era l'epicentro di questa ideologia che associava la musica elettronica, via via sempre più sofisticata e distante dalla ormai classica House, ad eventi illegali organizzati in aree industriali abbandonate e capannoni nella periferia. Nello stesso periodo in Inghilterra venne approvato il Criminal Justice Act che spinse molti giovani appartenenti a varie "tribe" a spostarsi dal Regno Unito arrivando anche fino a Roma: Spiral Tribe e Mutoidi furono i primi ad arrivare nella capitale; questo incontro tra realtà musicalmente, socialmente e politicamente diverse, in poco tempo, anche dopo diverse diatribe, portò alla nascita della cultura nomade dei "Rave" in Italia. Sempre a Roma, nel settembre del 1998, dopo aver fatto esperienza degli anni passati nell'ambiente delle feste libere, un collettivo di ragazzi, che si identificò poi con il nome di Kernel Panik, organizzò una grande festa illegale a cavallo delle celebrazioni natalizie. Contemporaneamente la scena delle feste illegali prese rapidamente piede anche nel nord-Italia, in particolare a Bologna dove, in un periodo nel quale stavano nascendo numerosi centri di aggregazione giovanile, spesso aventi sede in edifici pubblici abbandonati e occupati, si vennero a formare numerose tribe che diffusero il Free party in tutto il nord-Italia "contattando" in breve tempo anche la scena francese.

### Espansione
Il fenomeno si diffuse rapidamente dall'Inghilterra verso l'Europa, anche per via di molte tribe che decisero di spostarsi dove le leggi erano molto più tolleranti. Nel giro di pochi anni i free party divennero una realtà molto vissuta in paesi come: Francia, Italia, Spagna e Repubblica Ceca, dove si vennero a formare numerose tribe molto attive nell'organizzazione di "feste". Alcuni gruppi si spostarono organizzando numerosi party in molte zone d'Europa e nel Mondo (la Francia e la Repubblica Ceca risultano tra i paesi dove queste manifestazioni sono più diffuse). Con il passare del tempo il fenomeno si espanse tanto da diventare una questione sociale; nel 2001 in Francia è stato varato un decreto legge (legge Mariani) che vieta l'organizzazione di rave senza l'autorizzazione dei prefetti locali. Alcune 'tribe', anche in seguito alle numerose multe e sequestri, si sono spostate viaggiando su veicoli militari, vecchi camion e autobus trasformati in case o magazzini mobili, con generatori, impianti audio, video e strutture meccaniche verso l'est Europa, l'Africa e il sud America, zone dove queste manifestazioni sono ancora poco diffuse o assenti.
Nel giugno del 2014 un free party in Francia ha radunato più di 10'000 persone provenienti da tutta Europa, mentre, nel luglio del 2015 per un evento in centro Italia si sono riunite circa 4'000 persone provenienti anche da paesi esteri. Durante il Teknival del primo maggio 2017, in Francia, si sono radunate fino a 50'000 persone nell'arco di 4 giorni.
Nell'ottobre del 2018, in Italia, più di 6'000 persone provenienti da diversi paesi d'Europa si sono radunate in un capannone per celebrare i 20 anni di attività di una importante tribe, vedendo tornare sulla scena diversi gruppi fra i quali Spiral Tribe e Mutoidi.

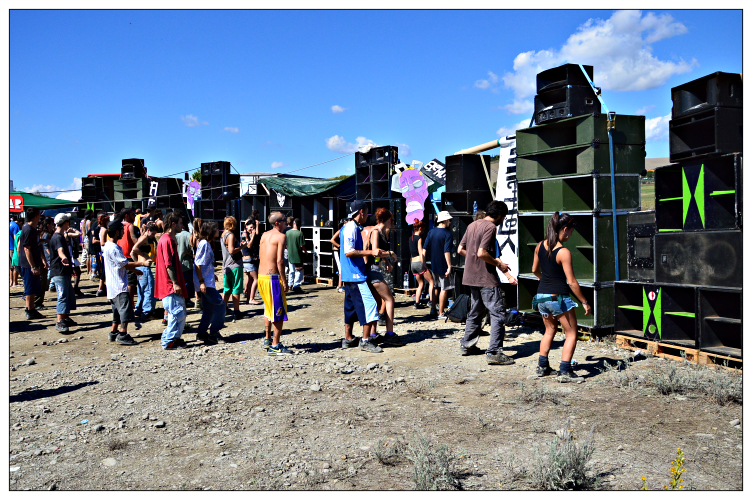
Ragazzi che ballano ad un rave davanti ai diffusori acustici

Nell'agosto del 2021 circa 20.000 persone, fra tribe e partecipanti provenienti da tutta l'Europa hanno partecipato ad un evento, svoltosi in Italia, nei pressi di Viterbo.
Nell'ottobre del 2022 più di 4000 persone parteciparono ad un evento presso Modena. In seguito a ciò, la legge 199 del 2022 ha inasprito le pene per gli organizzatori di intrattenimenti non autorizzati in immobili altrui in violazione delle norme di sicurezza sui pubblici trattenimenti o delle norme sugli stupefacenti.

## Presentazione e controversie
Le componenti principali che un party illegale vuole mettere in evidenza sono:
- affronto alla proprietà privata attraverso l'occupazione di spazi abbandonati delle grandi città e la loro autogestione temporanea (TAZ, Zone Temporaneamente Autonome),
- attacco alle forme di produzione commerciale delle discoteche, al valore del denaro, ai rapporti sociopolitici di dominio nel governo della metropoli,
- negazione del dj visto come "star" dell'evento,
- autoproduzione come concetto di massa; dalla produzione stessa della musica alla creazione di una vera e propria microeconomia alternativa, compreso il baratto[52],
- approccio allo sconosciuto con empatia,
- sperimentazione di stati di coscienza diversi da quello tipico della quotidianità lavorativa (con o senza l'uso di sostanze),
- ricerca di una consapevolezza comune, grazie alla messa in rete e della condivisione di conoscenze su un uso creativo e sovversivo della tecnologia,
- uguaglianza nelle diversità, al di fuori, e, dalla politica tradizionale.[53][54][55]

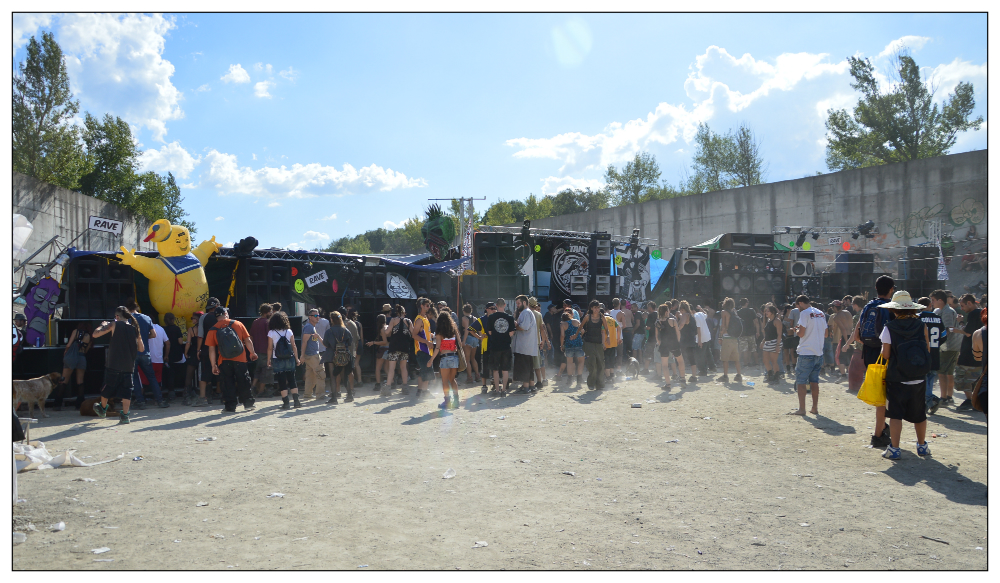
Free party avvenuto all'interno della diga abbandonata di San Pier in Val d'Orcia (2015)

Alcuni giornalisti entrati ad un free party scrivono:
La musica suonata (principalmente Tekno) è molto veloce (160/180/200 Bpm) con un basso molto pesante e tanti battiti ripetitivi. È anche per questo motivo che queste manifestazioni si svolgono solitamente in luoghi isolati dove l'alta potenza del suono (diverse decine di kilowatt) non dia fastidio a nessuno.
Il cuore pulsante attorno al quale si svolge la festa è il Sound system, della relativa Tribe (nome con il quale vengono chiamati i gruppi organizzatori).

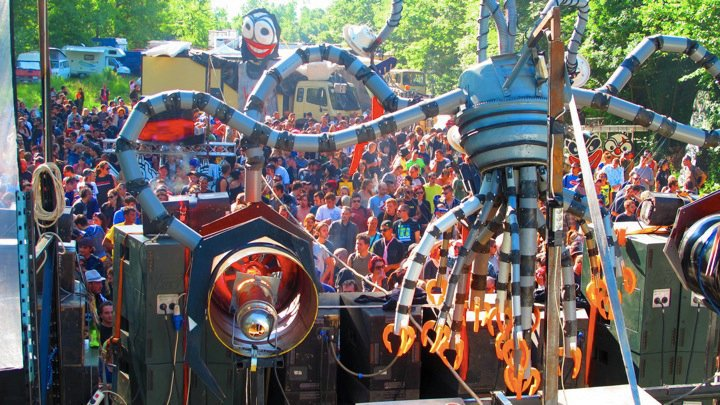
Decorazioni del sound system in un free party a Lesegno (2011)

Ogni sound è alimentato da vari generatori, e composto da decine di diffusori acustici disposti a muro (da qui l'espressione muro di casse).
Ogni sound system diffonde il suo genere musicale. Le tendenze principali sono: Tekno, Techno hardcore, industrial, psy-trance, Goa, Breakbeat, Drum and bass, Happy hardcore, Hardtek, Dubstep, e molti altri generi.
L'organizzazione non si limita al solo sistema audio e luci; la tribe spesso allestisce un bar di fortuna (anche per compensare le spese di benzina e di organizzazione) e, a volte, una zona di "riposo" designata come la "chillout" dove spesso vi sono opuscoli informativi sulla prevenzione di sostanze stupefacenti, sesso, udito, ecc.
L'ambiente che ospita la festa viene decorato con luci, laser, cartelloni, sculture e pannelli colorati, rendendo l'atmosfera molto surreale e originale. Alcune tribe come i Mutoidi sono diventate famose per le gigantesche sculture di rottami saldati e per i bizzarri e avanguardisti riadattamenti degli edifici in disuso dove tenevano i loro party.

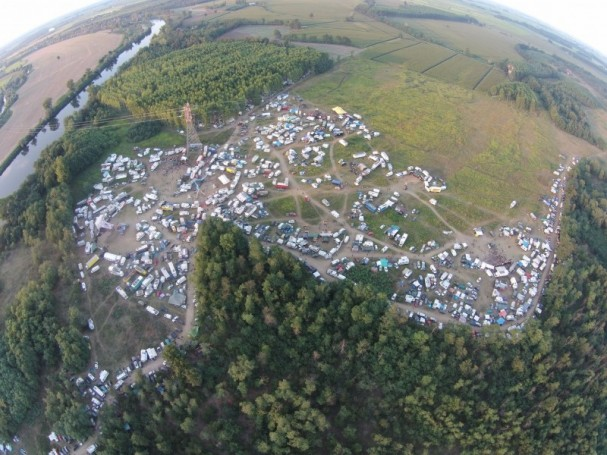
Vista dall'alto del teknival avvenuto l'estate del 2016 in Piemonte

La musica all'interno del party può andare avanti anche per diversi giorni dietro fila, senza mai fermarsi. Il genere musicale tende a diventare un po' meno aggressivo la mattina e il pomeriggio, per permettere ai partecipanti un po' di riposo e tranquillità.

### Tekalogue
La partecipazione ai free party si basa su 10 regole che spiegano come bisogna comportarsi e il rapporto che bisognerebbe avere con gli altri, il cosiddetto Tekalogue:
- Rispetta la natura.
- Rispetta te stesso.
- Rispetta gli altri.

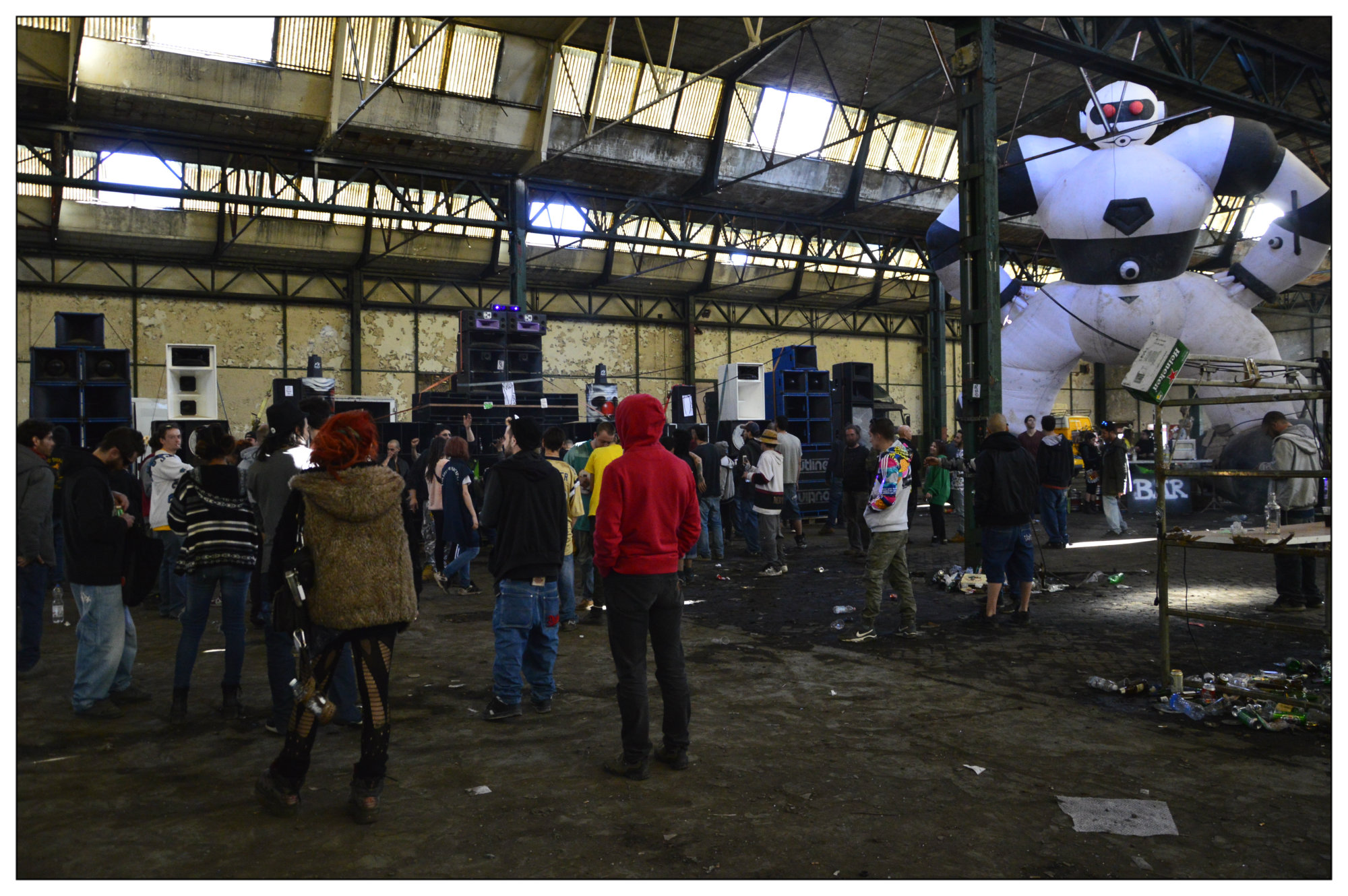
Decorazioni stravaganti ad un Free party (2018)

- Se non vuoi lasciare il tuo cane a casa prenditi cura di lui.
- Parcheggia in modo intelligente.
- Stai attento alle informazioni sul party: tienile per te e per i tuoi amici.
- Sei responsabile della tua sicurezza e di quella degli altri: se vedi qualcosa di sbagliato, violenza, aggressioni o qualunque cosa non esitare a intervenire.
- Non danneggiare o rubare il materiale del sound system e di nessun altro.
- Espandi la tua empatia.
- Sorridi sempre, trasmetti energia positiva e prendila bene, ricorda: Tu sei il party.

### Manifesto
Sulla principale piattaforma web rivolta ai free party una pagina intera è dedicata al Manifesto del Rave.

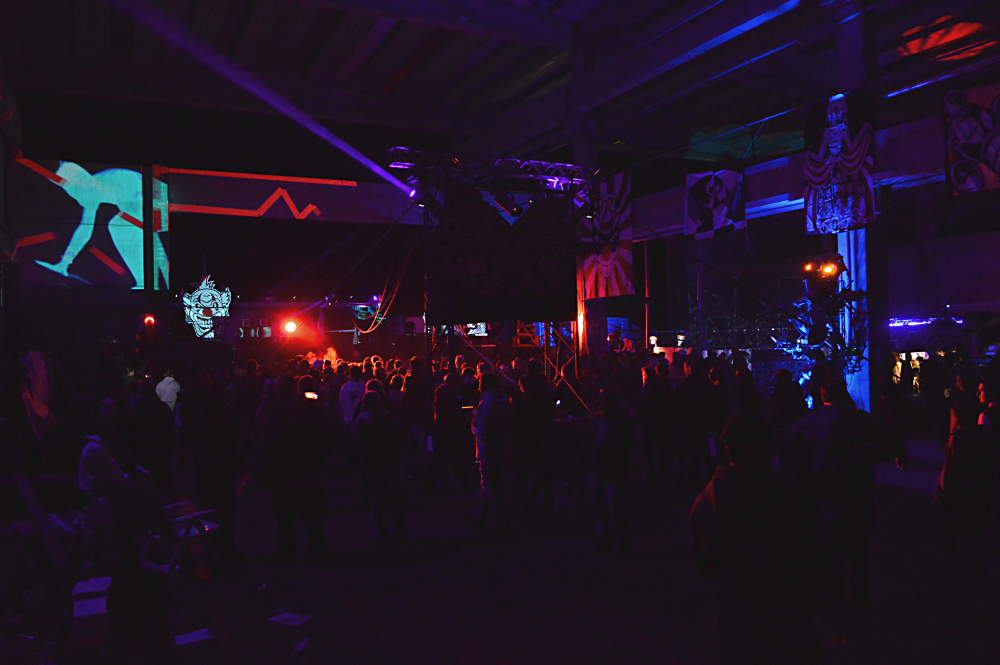
Decorazioni e giochi di luce durante un rave party in un capannone abbandonato (Molise, 2016)

### La diffusione del fenomeno
Questi eventi nascono volutamente con l'intenzione di rimanere estranei e distanti dal sistema; la particolarità del "party" è sempre stata l'alone di mistero che lo circondava e lo rendeva impalpabile al mondo esterno.
Negli ultimi anni, anche per via di internet e dei social networks, questa cultura ha avuto modo di espandersi e farsi conoscere rapidamente da un pubblico maggiore, potendo trasformarsi nei primi anni del nuovo secolo in un fenomeno sociale più accessibile se non a volte di moda, passando da controcultura a subcultura.
Molte delle istanze portate avanti dal movimento dei free party sono state, col passare degli anni, convertite e reinserite nel circuito commerciale. Locali privati organizzano serate 'goa' fino alla mattina, e grandi festival richiamano migliaia di persone, diffondendo musica tekno per giorni. Il tutto rigorosamente a pagamento, con la possibilità di raduno garantita, in uno spazio ritagliato, regolamentato, assicurando la possibilità di usi e consumi con prezzi da discoteche.

### Danni ai diritti di proprietà, inquinamento e rumore
Molto spesso il proprietario del terreno sul quale si svolge la festa non ne è al corrente.
La maggior parte dei reclami avviene a causa dell'altissimo volume della musica, udibile anche a chilometri di distanza.

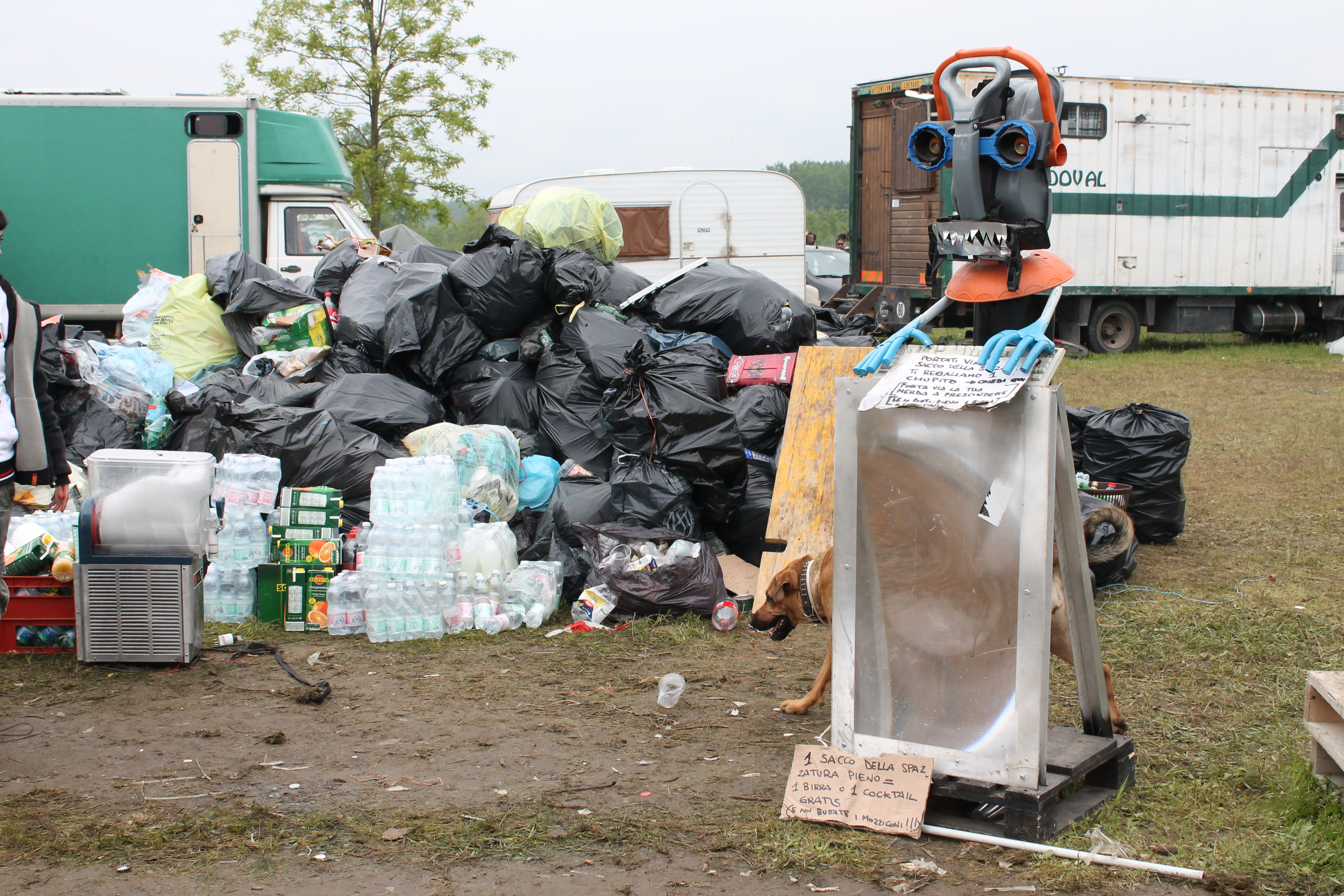
Rifiuti raccolti e ammassati al termine di un free party

L'accesso ad una zona naturale da parte di migliaia di persone rischia di degradare inevitabilmente l'ambiente.
Eventi dalla durata di più giorni lasciano sul posto centinaia di chili di rifiuti, spesso difficili da asportare e rimuovere. Nell'aprile del 2014 dopo un party di 3 giorni i ragazzi avevano ripulito l'area mettendo nei tipici sacchi neri l'immondizia, che poi sono stati collocati su dei furgoni per essere asportati. Ai proprietari dei veicoli è stato contestato il reato ambientale di “Attività di gestione dei rifiuti non autorizzata”.
È comunque solito vedere decine e decine di sacchi neri dispersi nella festa per arginare il problema, o momenti nei quali la musica abbassa volume, per dedicarsi alla raccolta di tutta l'immondizia. Talvolta i partecipanti lasciano i rifiuti tutti in un angolo permettendone facilmente il recupero.
Nel dicembre del 2017 una sentenza del tribunale di Cuneo ha assolto i giovani che si radunarono per un rave party nel 2015 a Castelnuovo di Ceva affermando che "non solo non commisero reati, ma esercitarono un diritto garantito dall’articolo 17 della Costituzione, cioè la libertà di riunione".

### Utilizzo di sostanze stupefacenti
Anche per via dello spirito di auto-responsabilizzazione nei free party vi è un'elevata tolleranza nei confronti della vendita e dell'assunzione di sostanze enteogene e stupefacenti, come canapa, MDMA e psichedelici come l'LSD. Su alcuni volantini circolati all'interno di free party si legge come l'Eroina sia al contrario ripudiata e non gradita all'interno di una festa.

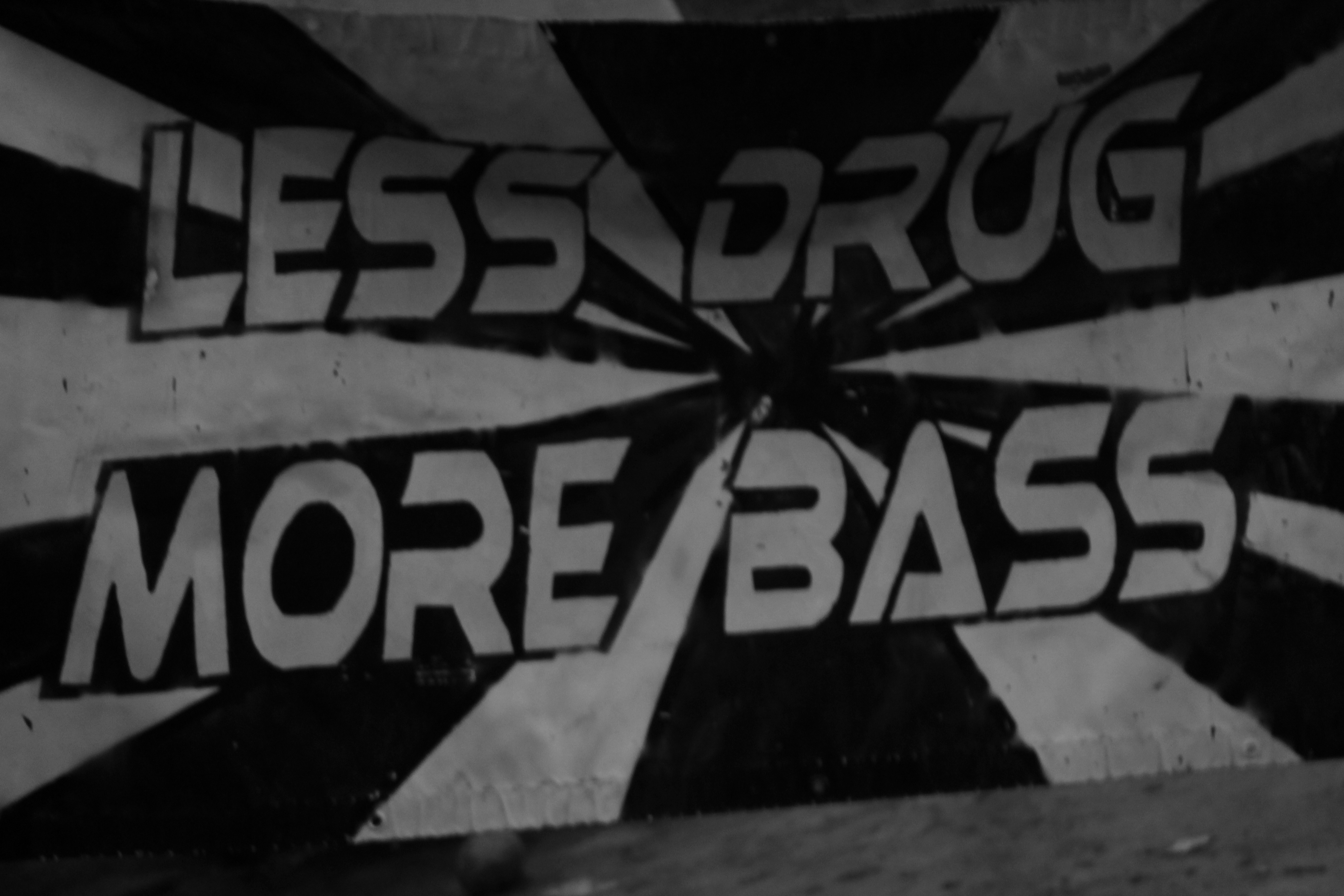
Un telone esposto ad un free party dice: Meno droga, più basso

Nel 2008 e nel 2009 si sono verificati 3 casi di morte per overdose avvenuti durante un free party in Italia.
Anche in seguito a questi avvenimenti, all'interno del party, si cerca di combattere le forme di abuso da sostanze stupefacenti, invitando le persone a ballare di più e "drogarsi" di meno.
Durante alcune manifestazioni si prevede installazione di un "sito" di prevenzione, informazione, supporto informativo e punto di primo soccorso per evitare le conseguenze dannose provocate dall'abuso di sostanze stupefacenti.

## La festa come forma di rituale
Per Émile Benveniste il termine rito deriva daI latino Ritus che indicava sia le cerimonie legate a credenza sovrannaturali, sia le semplici abitudini sociali, gli usi e i costumi che si riproducono con una certa invarianza nel tempo.
Durkheim studiando gli aborigeni e gli indiani individua una classificazione dei culti dove i riti ricorrenti sono legati ai cicli naturali delle stagioni, alle feste, alla comunione attraverso ingestione di cibi sacri e danze. Ogni rito svolge la funzione di rendere tangibile e ripetibile l'esperienza comunitaria sottraendola dalla dimensione virtuale, cercando in esso la garanzia del mantenimento della propria identità e di quella della comunità di appartenenza. 
Secondo Durkheim nei rituali le normali regole vengono infrante e si rafforza il legame di solidità. Un rito è efficace quando produce stati mentali collettivi derivanti dal fatto che un gruppo è coeso al suo interno e periodicamente si riafferma.

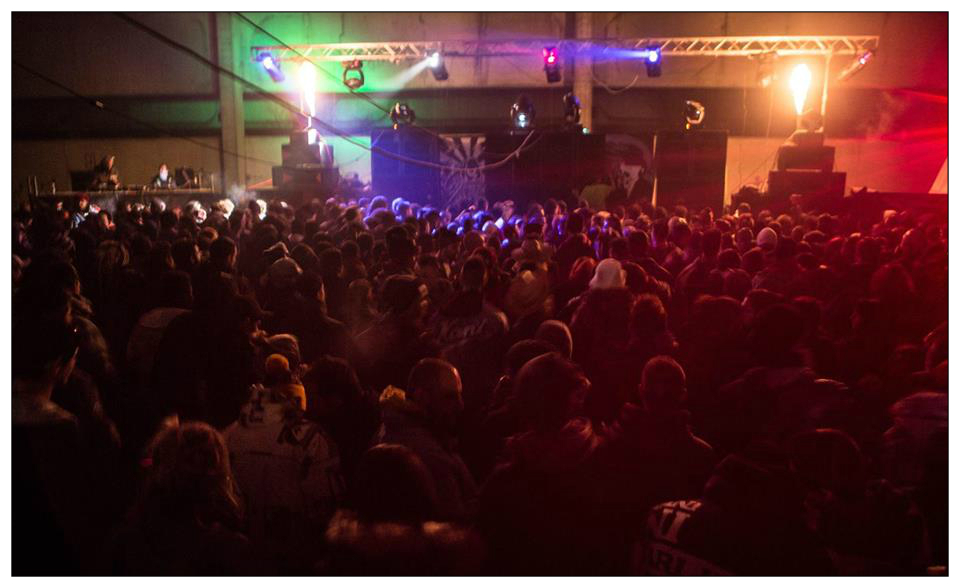
2016

Nell'ambito dei riti notturni del ballo il discorso procede attraverso una creazione di incontri diretti, di sguardi, di sfioramenti empatici che permettono una rapida alternanza di momenti di fusione e momenti di autoindividuazione, di giochi di appartenenza al cerimoniale collettivo e di performance individualizzate. I free party, da questo punto di vista, si collocano soprattutto nell'ambito delle attività di svago e non si limitano a invertire, ma tendono a sovvertire l'ordine simbolico e le norme sociali, tramite la satira, la danza, l'ironia, il travestimento iconoclasta o mediante vere e proprie azioni di pirateria e di rivisitazione dei segni. Il sociologo francese Maffiesolì evidenzia la funzione che i riti e le forme del 'disordine' di Dioniso rivestono nella società attuale come elementi vivificanti e innovatori della socialità, nuovi collanti dei legami sociali dopo il tramonto delle apparenze connesse al lavoro, alla classe sociale o all'ideologia.

## La danza

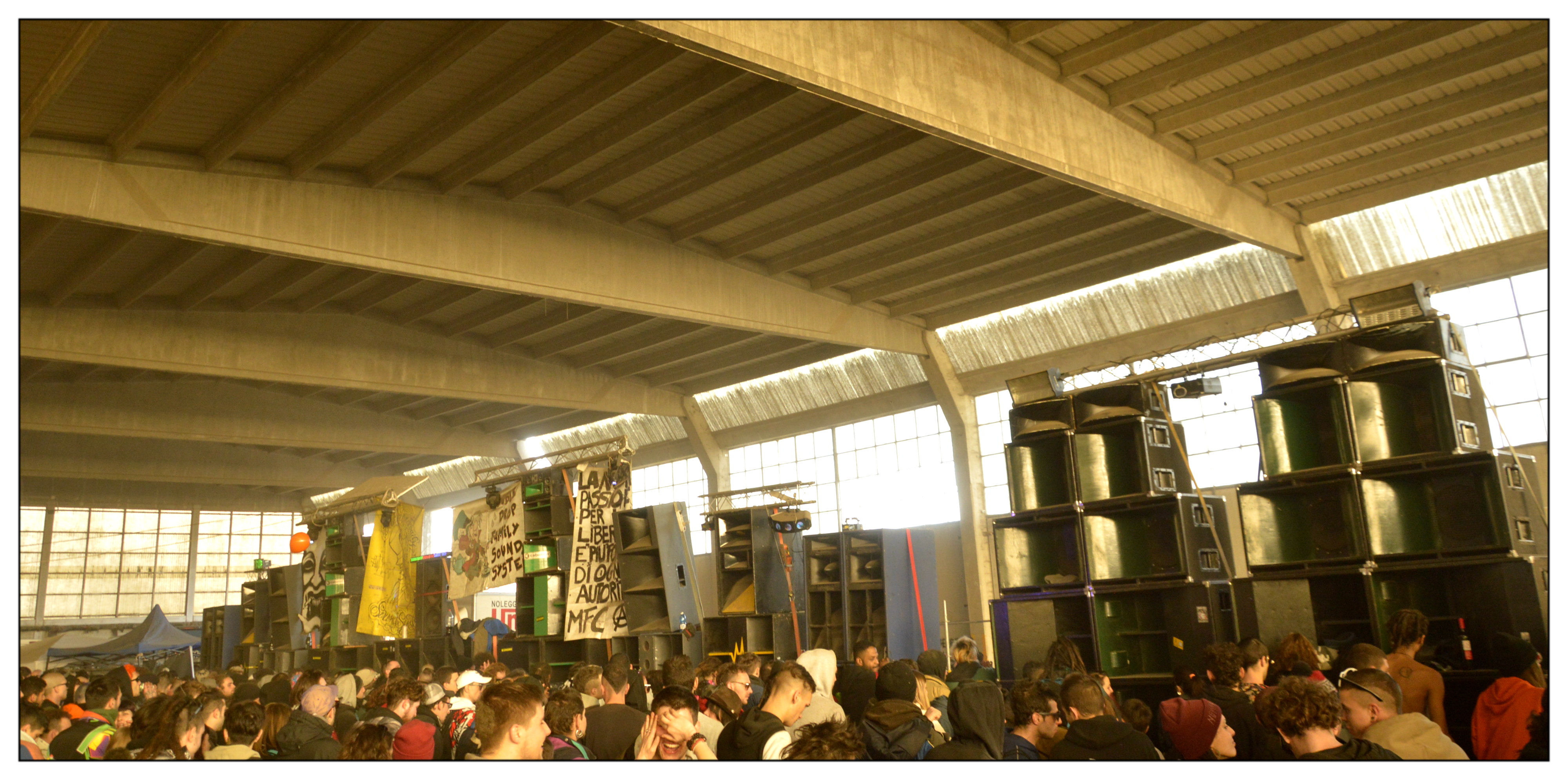
Free party di Capodanno in un capannone. 2019-2020

La principale forma di espressione all'interno del party è la danza, considerata sin da tempi remoti uno dei più potenti mezzi di socializzazione, di esorcizzazione, e di comunicazione con il divino. Lo strumento privilegiato nelle danze rituali è il tamburo, rappresentato ai free party dalle casse, il cui ritmo ossessivo e incessante è secondo studiosi come M. Eliade, capace di produrre o facilitare la trance. La musica, secondo Lapassade, avrebbe la funzione di regolatore, più che induttore, della trance.
Le occasioni della danza per le popolazioni primitive erano legate ai cicli della vita individuale e delle stagioni, caratteristica questa che si può osservare nella periodicità dei party, specialmente per festività come il Capodanno, il Carnevale, Halloween, l'Equinozio di Primavera e il Solstizio d'Estate. Queste ricorrenze vengono frequentemente salutate con un party “speciale”, preparato con maggior cura dei particolari e dei dettagli.
Un altro aspetto comune tra il party e le antiche danze tribali, è la presenza della trance, a volte legata all'uso di sostanze psicotrope. La ripetizione dei movimenti, la perdita dei punti di riferimento e dell'equilibrio, legati all'effetto ipnotico della musica, sono una tecnica per raggiungere stati alterati di coscienza.
Nel 1518, a Strasburgo, centinaia di persone presero parte a quella che fu denominata "Piaga del ballo del 1518": inspiegabilmente circa 400 persone si misero a ballare in strada per giorni e giorni, fino ad un mese. Convinti che "questa febbre del ballo" si sarebbe esaurita dopo pochi giorni si allestirono un palco e furono pagati musicisti e ballerini esperti per dare ritmo e coreografia ai danzatori che continuavano a ballare fino allo sfinimento.

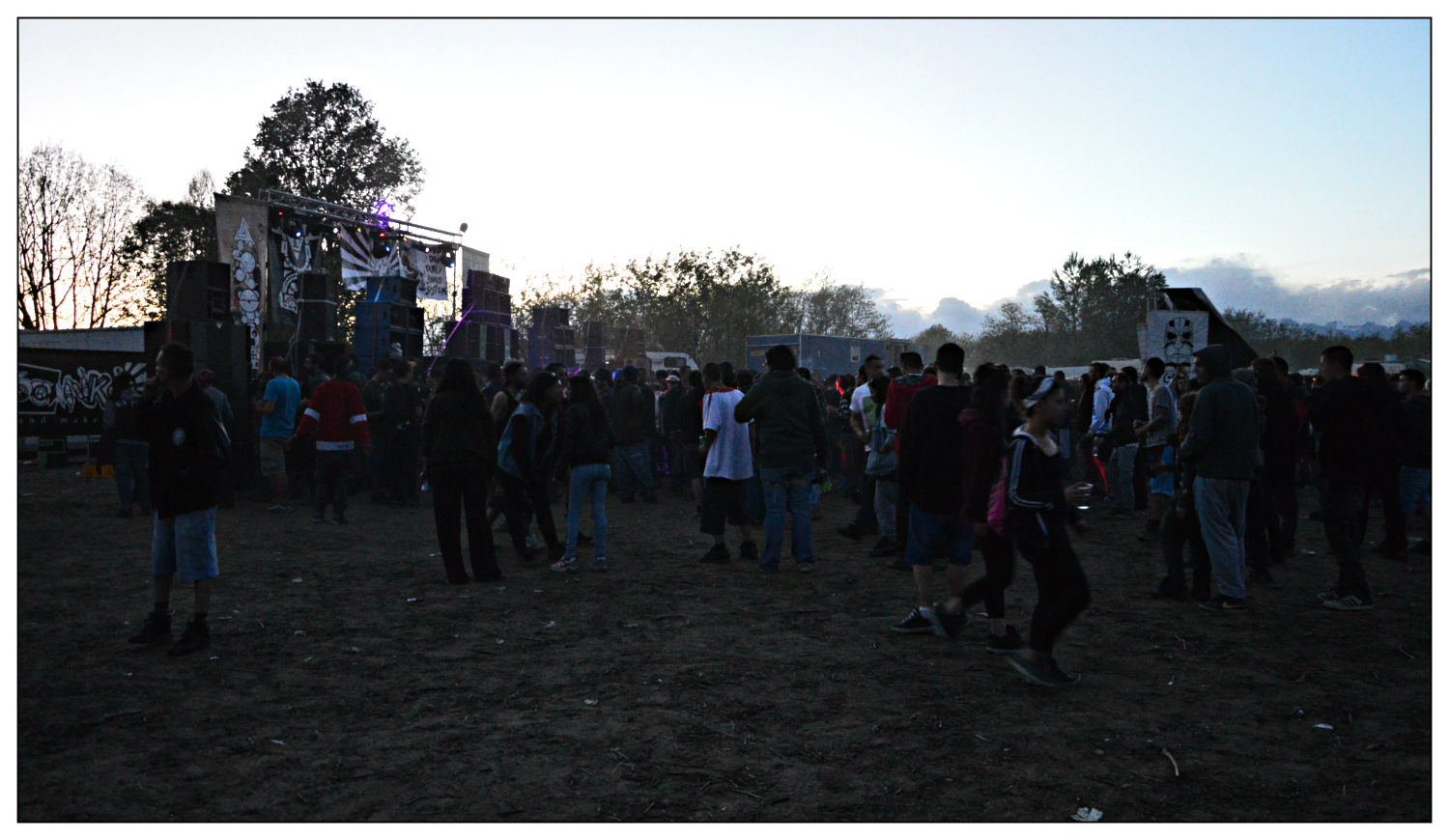
2017

L'ambiente e la scenografia sono due elementi fondamentali nella danza ai party, ne sono parte integrante e indispensabile, perché ciò che realmente conta è l'atmosfera, e quest'ultima è determinata non solo dalle caratteristiche e dalle movenze dei danzatori, ma anche dal gioco di luci, dai “costumi” e dalla scenografia.
La trance, accomunata alla danza, è nei free party un modo di liberarsi, di esprimersi totalmente, ed ha una funzione reintegrativa, in cui il singolo si fonde nel tutto, in cui il danzatore è attore e spettatore di sé stesso e del gruppo.

## Critiche al movimento

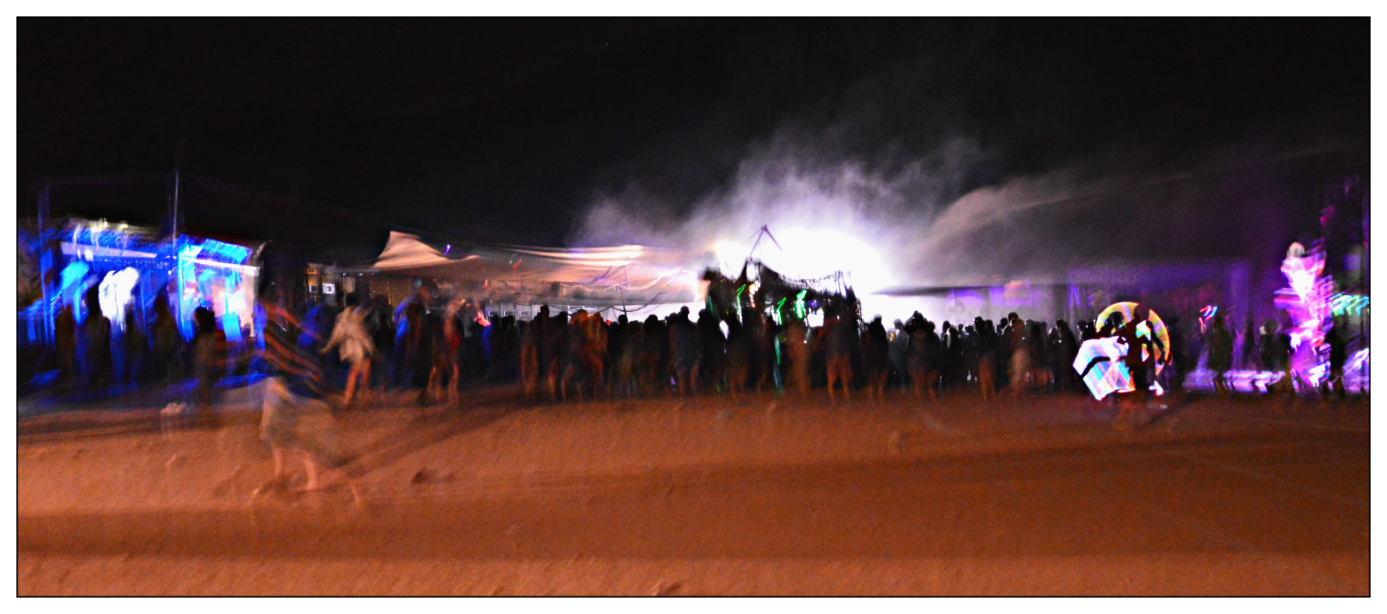
Ambientazione notturna di un free party all'aperto (2015)

Alcuni valori ed esperienze che erano alla base della cultura originale dei free party, negli anni in cui il fenomeno è passato dall'essere di nicchia all'essere di massa, sono diminuite fino a diventare in alcuni casi assenti o poco rilevanti, tanto da rendere la TAZ poco distinguibile dal contesto esterno.
- La musica ritorna dentro uno standard, chiusa, e il contesto stesso con lei.
- Altre performance artistiche diverse dalla musica, come l'artigianato fatto di pezzi riciclati o la giocoleria hanno perso potenziale, sono deboli, o diventate totalmente assenti.
- Non c'è niente di iniziatico nell'arrivo sulla scena di sostanze stupefacenti diverse dagli psichedelici e dagli enteogeni, che vengono spesso consumate in un modo barbarico, sconsiderato e irresponsabile.
- All'arrivo delle forze dell'ordine molte persone preferiscono abbandonare la festa piuttosto che provare a raggiungere un compromesso, o aiutare la tribe a smontare e ripulire il party.
- Il party, che vuole essere un posto di libertà e sperimentazione, diventa, a volte, un grottesco supermercato, e stimola ogni abuso e incoerenza.
- Alcune persone non fraternizzano con le altre, sono anestetizzate da droghe non psichedeliche, chiuse, paranoiche, violente, tristi. Queste persone riproducono nel free party le peggiori abitudini e i peggiori schemi sociali, dai quali la festa dovrebbe costituire una liberazione.
- In diverse occasioni la volontà di ottenere profitti si è imposta sulle altre dinamiche, trascurando le istanze di autonomia che da sempre hanno caratterizzato l’esistenza dei free party.

## Dal punto di vista sociale
Nonostante decenni di repressione, ostruzione e superficialità con cui i media e l’opinione pubblica vi si sono approcciate, il continuo svolgersi di Free party evidenza l'incapacità da parte delle istituzioni di contribuire positivamente allo sviluppo ricreativo di nuove forme di aggregazione giovanili, che, con l'azione della festa, manifestano il loro continuo bisogno di svilupparsi in spazi vitali dove poter liberamente esprimere forme culturali e artistiche alternative e condividere il proprio sentimento di emancipazione dalla società di massa.